# Kick Off Your Muddy Boots
Kick Off Your Muddy Boots is het solodebuutalbum van The Moody Blues-drummer Graeme Edge. Edge was de eerste die de sabbatical van de "Moodies" gebruikte om een album op te nemen. Samen met zijn vriend Adrian Gurvitz (Gun, Three Man Army, Baker-Gurvitz Army) nam hij onder leiding van de vaste producer van de MB Clarke een A-kant van de single "We Like to Do It op. De B-kant, "Shotgun", produceerden zij zelf. Dat beviel, waarna ook de rest van het album door henzelf geproduceerd werd. Er volgde een tournee door de Verenigde Staten.

## Musici
- Adrian Gurvitz - gitaar en zang;
- Paul Gurvitz - basgitaar en zang;
- Mike Gallagher - toetsen
- Ray Thomas - blaasinstrumenten;
- Graeme Edge - drums;
- Ginger Baker - drums.

## Composities
| Nr. | Titel                                | Duur |
| --- | ------------------------------------ | ---- |
| 1.  | Bareback Rider                       | 5:15 |
| 2.  | In Dreams                            | 5:12 |
| 3.  | Lost in Space                        | 4:40 |
| 4.  | Have You Ever Wondered               | 5:08 |
| 5.  | My Life's Not Wasted                 | 2:59 |
| 6.  | The Tunnel                           | 2:10 |
| 7.  | Gew Janna Woman                      | 4:16 |
| 8.  | Shotgun                              | 4:11 |
| 9.  | Somethin' We'd Like to Say           | 3:31 |
| 10. | We Like to Do It (extra track op cd) | 4:05 |

- MusicBrainz release group: 45ff3346-e038-488c-9b3b-7460a2b56378